# Polemon gabonensis
Polemon gabonensis är en ormart som beskrevs av Duméril 1856. Polemon gabonensis ingår i släktet Polemon och familjen Atractaspididae.
Denna orm förekommer i centrala Afrika från Kamerun och södra Centralafrikanska republiken över Gabon till centrala och östra Kongo-Kinshasa. Arten lever i låglandet och i kulliga områden upp till 630 meter över havet. Den vistas i olika slags skogar och har maskormar samt troligtvis andra ormar som föda. Polemon gabonensis gräver ofta i lövskiktet. Honor lägger ägg.
För beståndet är inga hot kända. IUCN listar arten som livskraftig (LC).

## Underarter
Arten delas in i följande underarter:
- P. g. gabonensis
- P. g. schmidti